# Gregor Riegler

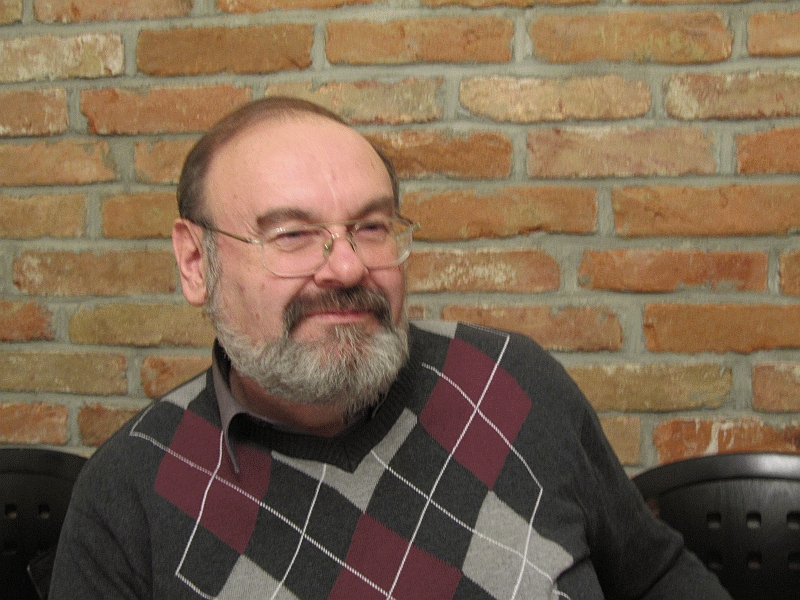
Der Schriftsteller Gregor Riegler

Gregor Riegler (* 23. November 1950 in Perg, Oberösterreich) ist ein österreichischer Schriftsteller.

## Leben
Riegler lebt seit 1974 in Mauthausen, ist verheiratet und hat drei Kinder. Der gelernte Magazineur ist seit etwa 1990 „ernsthafter Dichter der heiteren Muse“, großteils in Mundart, und bezeichnet sich selber als „Der Wirtshauspoet“.

## Schriftstellerische Tätigkeit
Riegler wurde 1993 und 2006 mit dem ersten Platz des Leopold-Wandl-Preises ausgezeichnet, weitere Platzierungen erreichte er 1994 und 1996. Er ist Gründungsmitglied der Schreibwerkstatt im Perger Theaterl und der Gruppe Neue Mundart im oberösterreichischen Stelzhamer-Bund. Seit 1998 verfasst er die Rubrik „Der Fensterspucker“ im regionalen Anzeigenblatt „Der Marktspiegel“. Seit 2005 ist er Mitglied im Literaturkreis PromOtheus.

## Werke
- Sati(e)rische Verse, Gedichte und G´schichtn wider den tierischen Ernst. Verlag Denkmayr, Linz 1994, ISBN 3-901123-43-1, 169 Seiten.
- De ganze Welt in oana Kugel. Neuche Gedichte und G´schichtn wider den tierischen Ernst. Verlag Steinmaßl, Grünbach 1998, ISBN 3-900943-56-7, 135 Seiten.
- Gaunz gach gaunga, ... und auf einmal liegt es dann vor dir, mit Gedichten und G´schichten in Mundart und Gedichten und Kurzgeschichten in schöndeutscher Sprache, inklusive zwanzig Kolumnen des Fensterspucker. Verlag Easy Media, Linz 2010,  ISBN 978-3-902773-00-5.